# NGC 3652
NGC 3652 ist eine Balken-Spiralgalaxie vom Hubble-Typ SBc/P im Sternbild Großer Bär am Nordsternhimmel. Sie ist schätzungsweise 89 Millionen Lichtjahre von der Milchstraße entfernt und hat einen Durchmesser von etwa 70.000 Lichtjahren.

Gemeinsam mit NGC 3648, NGC 3658, NGC 3665, PGC 35039, PGC 35080 und PGC 35124 bildet sie die NGC 3665-Galaxiengruppe.
Das Objekt wurde am 23. März 1789 von Wilhelm Herschel entdeckt.